# Ceferino Sauco y Díez
Ceferino Sauco y Díez (1851-1915) fue un político, farmacéutico, escritor, funcionario y periodista español.

## Biografía
Nació en 1851 en Ciudad Real. Farmacéutico, hombre político y jefe superior de Administración, fue director durante muchos años en Ciudad Real del periódico El Labriego (segunda época, 1897-).  Anteriormente había dirigido en la misma ciudad La Libertad, El Carnaval y El Manchego. También colaboró en El Correo de Gerona y otros periódicos.  Fue miembro correspondiente de la Real Academia de la Historia y de la Internacional de Ciencias, además de miembro de número de la Sociedad Económica Matritense y caballero de las órdenes de San Juan de Jerusalén y de Beneficencia. Fue alcalde de Ciudad Real entre 1909 y 1910. Falleció en 1915.